# Patato Valdés
Pour les articles homonymes, voir Carlos Valdés.
Patato Valdés, de son vrai nom Carlos Valdés, né en 1926 à Cuba et mort le 4 décembre 2007 à New York, États-Unis, est un percussionniste cubain.
Il s'établit à New York à partir de 1954. Initié aux percussions dès son plus jeune âge, il s'est rendu célèbre pour sa manière d'accorder les congas. Il fait partie de la Sonora Matancera, du Conjunto Casino ou encore de l'orchestre de Miguelito Valdés. À son arrivée à New York dans les années 1950, il connaîtra les grands noms du latin jazz : Machito, Mongo Santamaría, Dizzy Gillespie et travaillera avec des figures comme Tito Puente ou Johnny Pacheco.
C'est sa musique qui est utilisée dans la scène de danse de Brigitte Bardot sur un air de mambo dans le film Et Dieu… créa la femme.
Valdés fait une brève apparition dans le film Calle 54 de Fernando Trueba.
C'est en son hommage que le chanteur Carlos a choisi son nom d'artiste.

## Dans la culture populaire
Patato Valdés est cité à plusieurs reprises comme devant venir avec son orchestre dans le canular téléphonique La Fête chez Ginette de Jean-Yves Lafesse.